# Opatów (Święty Krzyż)
Opatów (uitspraakⓘ) is een stad in het Poolse woiwodschap Święty Krzyż, gelegen in de powiat Opatowski. De oppervlakte bedraagt 9,36 km², het inwonertal 6932 (2005).
Opatów heette vroeger Apt. Het plaatsje is vereeuwigd in het werk van Mayer Kirschenblatt die er in 1916 werd geboren en in 1934 uit emigreerde naar Canada. Vanaf 1989 is hij zijn jeugdherinneringen gaan schilderen. Een tentoonstelling reist de wereld rond (onder andere in het Joods Museum in Amsterdam). Het boek "They called me Mayer July - painted memories of a Jewish childhood in Poland before the Holocaust" bevat reproducties van zijn werk en de verhalen zoals zijn dochter Barbara die heeft opgetekend.

## Monumenten
- Collegiale Sint-Martinuskerk